# اندیس مس کوه سیاسترگی (۱)
مس کوه سیاسترگی(۱) یک اندیس فلزی است که در حوالی شهر سیاستراگی استان سیستان و بلوچستان قرار دارد و مادهٔ معدنی موجود در آن، مس است.